# Agromyza solita
Agromyza solita este o specie de muște din genul Agromyza, familia Agromyzidae, descrisă de Wulp în anul 1897.
Este endemică în Sri Lanka. Conform Catalogue of Life specia Agromyza solita nu are subspecii cunoscute.